# Meftah (distrito)
Meftah é um distrito localizado na província de Blida, Argélia, e cuja capital é a cidade de mesmo nome, Meftah. Segundo o censo de 1998, a população total do distrito era de 54 965 habitantes.[carece de fontes?]

## Municípios
O distrito está dividido em dois municípios:
- Meftah
- Djebabra